# Восточноапачские языки
Восточноапа́чские языки́ — одна из подгрупп, выделяемых в составе группы апачских языков. Противопоставлены западной ветви апачских языков и языку кийова-апаче в первую очередь на основании разницы в произношении начальных согласных в глагольных основах.
Языки этой группы очень близки и ранее считались диалектами общего восточноапачского языка.

## Состав
Согласно классификации Гарри Хойера подгруппа включает два языка:
- хикарилья
- липан

Хойер выделил восточную ветвь апачских языков на основании наличия перехода праапачских звуков [t] и [*k] в [k]. По этому признаку в восточную ветвь ошибочно попал язык кайова-апачей, однако позже Хойер изменил точку зрения, так как в кайова-апач не было перехода *k̯/*c. Таким образом, некоторые основы, начинавшиеся в праапачском языке на звук [*k̯], начинаются на ch- в кайова-апаче, но на ts- в восточноапачских языках.
|         | Западные | Западные        | Западные  | Западные  | Восточные' | Восточные' | Восточные'   |
|         | Навахо   | Восточный апаче | Чирикахуа | Мескалеро | Хикарилья  | Липан      | Кайова-апаче |
| ------- | -------- | --------------- | --------- | --------- | ---------- | ---------- | ------------ |
| «вода»  | tó       | tū              | tú        | tú        | kó         | kó         | kóó          |
| «огонь» | kǫʼ      | kǫʼ             | kųų       | kų        | ko̱ʼ        | kǫǫʼ       | kǫʼ          |
| Пра- атабаскский |           | Навахо | Чирикахуа | Мескалеро | Хикарилья | Кайова-апач |
| ---------------- | --------- | ------ | --------- | --------- | --------- | ----------- |
| *k̯aʔx̣ʷ           | «большой» | -tsaa  | -tsaa     | -tsaa     | -tsaa     | -cha        |

## Социолингвистическая ситуация

### Распространение
Восточноапачские языки распространены в Нью-Мексико, в резервациях Хикарилья и Мескалеро (на этой территории проживают липаны) и Техасе.

### Перспективы
Восточноапачские языки находятся под угрозой исчезновения: по данным 1990 года было зарегистрировано 812 носителей языка хикарилья, липан признан вымершим (хотя утверждается, что это не так).

## Типологические характеристики
Как и другие апачские языки, языки восточной ветви являются:
- по типу выражения грамматических значений: полисинтетическими:

```
da-	`į-			i-		sh-			hash (Хикарилья)
ЭМФ-	НЕОПР.OБ-	АСП-	1ЕД.СУБ-	спать
I have to sleep.
Мне надо поспать.

```

- по типу морфологической структуры: фузионными:

```
yił-naasdee (хикарилья)
3СУБ.3ОБ-объезжать

yeemándeenłees
3СУБ.3ОБ.3БЕН-опускать

yina’iiszo
3СУБ.3ОБ-закруглять

```

- номинативного строя:

Агенс непереходного глагола:
```
dááko	bí-’a	dághe’iikaas-na
Затем	3-ЧАСТ	3СУБ.бежать-НАРР
Затем он вбежал.

```

Субъект
```
łį		yiłnaasdee (хикарилья)
лошадь	3СУБ.3ОБ-объезжать
Он(а) объезжал лошадь.

```

Объект
```
łį		yiłnaasdee (хикарилья)
лошадь	3СУБ.3ОБ-объезжать
Он(а) объезжал лошадь.

```

- с вершинным маркированием:

в предикации:
```
łį		yiłnaasdee (хикарилья)
лошадь	3СУБ.3ОБ-объезжать
Он(а) объезжал лошадь.

```

в именной группе:
```
didé		mi-	kee
человек	3ОБ	нога
нога человека

```

- с базовым порядком слов SOV:

```
Įįs’ádą	Higalííya	Abáachi	ke’dzidéé	nádailka (хикарилья)
давно		Хикарилья	Апаче	мокасин		3МН-шить
Долгое время назад Апачи Хикарилья делали мокасины.

```

По типологическим характеристикам восточноапачские языки близки к другим языкам апачей.

## Фонология
Языки подгруппы обладают развитой системой фонем: в хикарилья 34 согласных и 16 гласных звуков.

### Согласные
|               |                  | Билабиальные | Альвеолярные | Альвеолярные | Палатальные | Велярные | Велярные | Глоттальные |
|               | центральные      | латеральные  |              | плоские      | лабиальные  |          |          |             |
| Взрывные      | звонкие          |              | d            |              |             |          |          |             |
| Взрывные      | придыхательные   | p            | t            |              |             | k        | kʷ       | ʔ           |
| Взрывные      | непридыхательные |              | tʰ           |              |             | kʰ       | kʷʰ      |             |
| Взрывные      | абруптивные      |              | tʼ           |              |             | kʼ       |          |             |
| Аффрикаты     | непридыхательные |              | ts           | tɬ           | tʃ          |          |          |             |
| Аффрикаты     | придыхательные   |              | tsʰ          | tɬʰ          | tʃʰ         |          |          |             |
| Аффрикаты     | абруптивные      |              | tsʼ          | tɬʼ          | tʃʼ         |          |          |             |
| Носовые       |                  | m            | n            |              |             |          |          |             |
| Фрикативные   | глухие           |              | s            | ɬ            | ʃ           | x        | xʷ       | h           |
| Фрикативные   | звонкие          |              | z            |              | ʒ           | ɣ        | ɣʷ       |             |
| Аппроксиманты |                  |              |              | l            | j           |          |          |             |

- Звук, развившийся в /d/ хикарилья соответствует звукам /n/ и /ⁿd/ в других апачских языках (например, навахо и чирикахуа).

### Гласные
|                         |          | Переднего ряда | Переднего ряда | Среднего ряда | Среднего ряда | Заднего ряда | Заднего ряда |
| короткие                | длинные  | короткие       | длинные        | короткие      | длинные       |              |              |
| ----------------------- | -------- | -------------- | -------------- | ------------- | ------------- | ------------ | ------------ |
| Верхнего подъёма        | оральные | i (ɪ)          | iː             |               |               |              |              |
| Верхнего подъёма        | носовые  | ĩ (ɪ̃)          | ĩː (ɪ̃ː)        |               |               |              |              |
| Средне-верхнего подъёма | оральные | e              | eː             |               |               | o (ʊ)        | oː           |
| Средне-верхнего подъёма | носовые  | ẽ              | ẽː             |               |               | õ            | õː           |
| Нижнего подъёма         | оральные |                |                | a (ə)         | aː            |              |              |
| Нижнего подъёма         | носовые  |                |                | ã             | ãː            |              |              |

Все гласные имеют пару по
- назальности
- долготе